# Esquipulas (Costa Rica)
Esquipulas è un distretto della Costa Rica facente parte del cantone di Palmares, nella provincia di Alajuela.